# Barrackville (Virginia Occidental)
Barrackville es un pueblo ubicado en el condado de Marion en el estado estadounidense de Virginia Occidental. En el Censo de 2010 tenía una población de 1302 habitantes y una densidad poblacional de 710,04 personas por km².

## Geografía
Barrackville se encuentra ubicado en las coordenadas 39°30′6″N 80°10′11″O / 39.50167, -80.16972. Según la Oficina del Censo de los Estados Unidos, Barrackville tiene una superficie total de 1.83 km², de la cual 1.78 km² corresponden a tierra firme y (2.68%) 0.05 km² es agua.

## Demografía
Según el censo de 2010, había 1302 personas residiendo en Barrackville. La densidad de población era de 710,04 hab./km². De los 1302 habitantes, Barrackville estaba compuesto por el 94.24% blancos, el 3.99% eran afroamericanos, el 0.15% eran amerindios, el 0.46% eran asiáticos, el 0% eran isleños del Pacífico, el 0% eran de otras razas y el 1.15% pertenecían a dos o más razas. Del total de la población el 1% eran hispanos o latinos de cualquier raza.